# Gilbert Ganne
Pour les articles homonymes, voir Ganne.
Gilbert Ganne (Bordeaux, 1919 - Fontenay-sous-Bois, 2010), journaliste, critique littéraire et écrivain français, a publié une trentaine de livres.

## Parcours
Gilbert Ganne a d'abord obtenu un premier prix à l'école des Beaux-Arts de Bordeaux. Il a ensuite mené à Paris sa carrière littéraire et journalistique.
Grand reporter aux Nouvelles littéraires et surtout  au quotidien L'Aurore, où il dirigeait le service littéraire. Lauréat de nombreuses distinctions (Chevalier des Arts et des Lettres en 1967, prix de la critique de l’Académie française en 1975, Officier de l'Ordre du Mérite en 1988, Chevalier de l’Ordre des Palmes académiques en 2003...), Gilbert Ganne a publié une trentaine d’ouvrages (romans, essais et récits, interviews et portraits). Ainsi Le Transcorrézien (Denoël, 1980), Un fils unique (La Table ronde, 1968)... Gilbert Ganne s'est fait une belle réputation avec ses interviews des plus célèbres écrivains ou artistes français dont certains radiophoniques et repris par France Culture. En 1949, Gilbert Ganne épouse la chanteuse Mistigri.

## Entretiens
- Dans ses Interviews impubliables, Gilbert Ganne s'entretient avec Marcel Aymé, Georges Bernanos, Albert Camus, Marcel Jouhandeau, La Varende, Jean Giono, André Malraux, Henry de Montherlant, Jacques Laurent, Paul Léautaud, Boris Vian, Jean Cocteau, Jean Giono, Georges Duhamel, Salvador Dalí, André Billy, Hervé Bazin, etc.
- Dans Messieurs les best-sellers, Gilbert Ganne s'entretient ainsi avec les auteurs à succès : Cécil Saint-Laurent, Pierre Daninos, Jean Lartéguy, Georges Simenon, Henri Troyat, Michel de Saint Pierre, Roger Peyrefitte, Françoise Sagan, Hervé Bazin, Daniel Rops...
- Dans Confidences impardonnables, il interroge Georges Brassens, Tino Rossi, Yves Montand, François Périer, Bernard Blier, Fernandel, Charles Trenet, Gérard Philipe et une quinzaine d'autres.

## Publications (incomplète)
- Orgueil de la maison, Plon 1964 ; Livre de Poche, 1975 ; Club de la Femme, 1969 (recueil de textes sur les chats, son livre le plus personnel et le plus émouvant).
- Un fils unique, La Table ronde, 1968 ; Presses Pocket, 1973.
- Interviews impubliables, A. Bonne, 1952 ; Presses Pocket, 1975.
- Alfred de Musset, sa jeunesse et la nôtre, Presses Pocket, 1972.
- Les Hauts Cris, 1965.
- Le Panache blanc, Gallimard, 1960 ; La Table ronde, 1966.
- Confidences impardonnables, Presses Pocket, 1976.
- Tels que les voient leurs héritiers (Bernanos, Giraudoux, Barrès, Claudel, Matisse, Maurras, Fromentin, La Varende, Feydeau, Loti), Plon, 1972.
- Les chevaliers servants, Pocket 1969.
- Pour ou contre les valeurs bourgeoises (la partie "contre"; Georges Hourdin ayant rédigé la partie "pour") Pour ou Contre Berger-Levrault Éditions 1967.
- Saint-Aviste, Pocket, 1974.
- Les plages de l'hiver, Pocket, 1971.
- Les hauts cris, Pocket, 1970.

À noter que Gilbert Ganne a aussi publié quelques livres sous le nom de Gilbert Gannes, ainsi: Le Transcorrézien, Denoël, 1980, Les hauts cris, Rombaldi, 1971, "L'initiative de l'amour, à la rencontre de bouddhistes au Japon", 1980